# Lavagem do Kimarrei
A Lavagem do Kimarrei é um evento anual realizado pelo bloco que leva o mesmo nome, na cidade de Barreiras, principal cidade do oeste da Bahia. Trata-se de uma prévia do carnaval que atrai, não só fuliões da região oeste, mas de diversas partes do Brasil. É realizado tradicionalmente no primeiro dia do ano sendo um dos eventos mais esperados de todo o Nordeste do Brasil e atrai todos os anos um público superior a 10 mil pessoas. Artistas de renome da música nacional se apresentam e animam a festa com os rítmos do Axé e do Pagode baiano.

## História
A história começa ainda no fim dos anos 1980 numa confraternização simples e caseira realizada pelos sócios da Associação Atlética do Banco do Brasil (AABB). A primeira grande edição foi realizada pelo Bar do Mariana, próximo aos correios. Conforme  os anos foram passando os locais foram mudando. Por muitos anos já realizado nas imediações do cais da cidade, hoje, por conta da imensa quantidade de pessoas é no Parque Engenheiro Geraldo Rocha, no bairro de Barreirinhas.